# Češi v Nebrasce

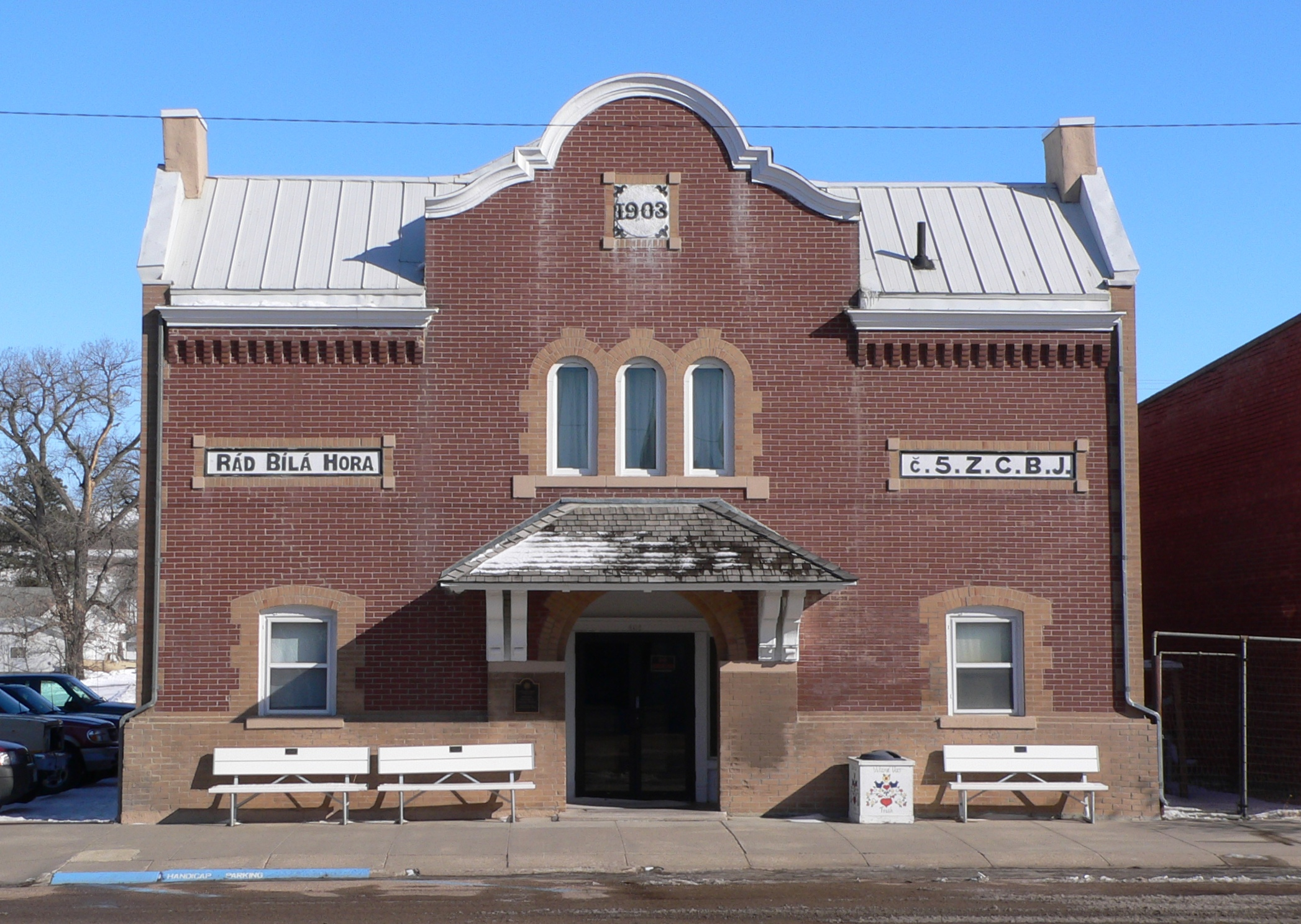
Z.C.B.J. Opera House, operní dům Západní české bratrské jednoty ve Verdigre, který sloužil též jako místo shromažďování české komunity

Stát Nebraska představoval od počátku české imigrace do Spojených států amerických významné centrum zdejší české komunity. Obyvatelé Nebrasky, kteří mají české předky, jsou anglicky nazýváni Czech Nebraskans. Okolo roku 2010 tvořilo skladbu obyvatel státu 5,5 % Čechoameričanů, což je nejvíce ze všech států USA; 3295 z nich pak ovládalo češtinu.

## Historie
Velká česká imigrace do Nebrasky začala po revoluci v Rakouském císařství v letech 1848 až 1849, která změnila politické klima mj. i ve střední Evropě, a po krátkém přerušení během americké občanské války pokračovala až do první světové války. Řada přistěhovalců pocházela z jižních a jihozápadních Čech. Větší české komunity se v 50. a 60. letech 19. století vytvořily především v Omaze či Wilberu, došlo též k zakládání nových sídel českými migranty (např. osada Protivin nedaleko Spillville).
V roce 1871 byly Edwardem Rosewaterem, česko-židovským přistěhovalcem původem z Bukovan u Příbrami, v Omaze založeny první české noviny v Nebrasce, Pokrok Západu. Noviny byly zprvu určeny pro uveřejňování inzerátů nabízejících pozemky pro případné české osadníky ve státě. významně finančně je také podporovaly např. americké železniční společnosti. V roce 1877 prodal Rosewater list Čechovi Janu Rosickému, který v 70. letech 19. století přišel do Omahy jakožto novinový editor. Za Rosického se noviny staly médiem pro informování Čechů-imigrantů a výrazně dopomohly k nárůstu migrace obyvatel českých zemí na americký Středozápad. Mezi další zdejí české noviny patřily Přítel Lidu, Ozvěna Západu či Wilberské Listy.
František Sadílek roku 1892 organizoval výjezd české divadelní společnosti Fr. Ludvíka do Spojených států, roku 1929 se zúčastnil odhalení pomníku českým osadníkum v Nebrasce.
Zdejší Čechoameričané se angažovali rovněž v politice: právník Tomáš Čapek z Omahy se po roce 1900 stal členem nebraského Kongresu, americký politik českého původu Roman Hruska se stal členem amerického Senátu.
Vznikaly zde rovněž rozličné spolky, podpůrné a náboženské společnosti a také třináct vzdělávacích spolků Komenský, vytvořených podle vzoru stejnojmenné české společnosti působící ve Vídní. Tělovýchovná jednota Sokol měla své organizace ve městech Crete a Wilber.
Česko-americká lingvistka, slavistka a bohemistka Šárka Hrbková odhadovala, že z 539 392 Čechů zaevidovaných při sčítání lidu v USA roce 1910 žila asi osmina v Nebrasce.
Státní organizace pro české Nebraskany, Nebraska Czechs Inc., byla založena v roce 1963.